# São Francisco (Salvador)

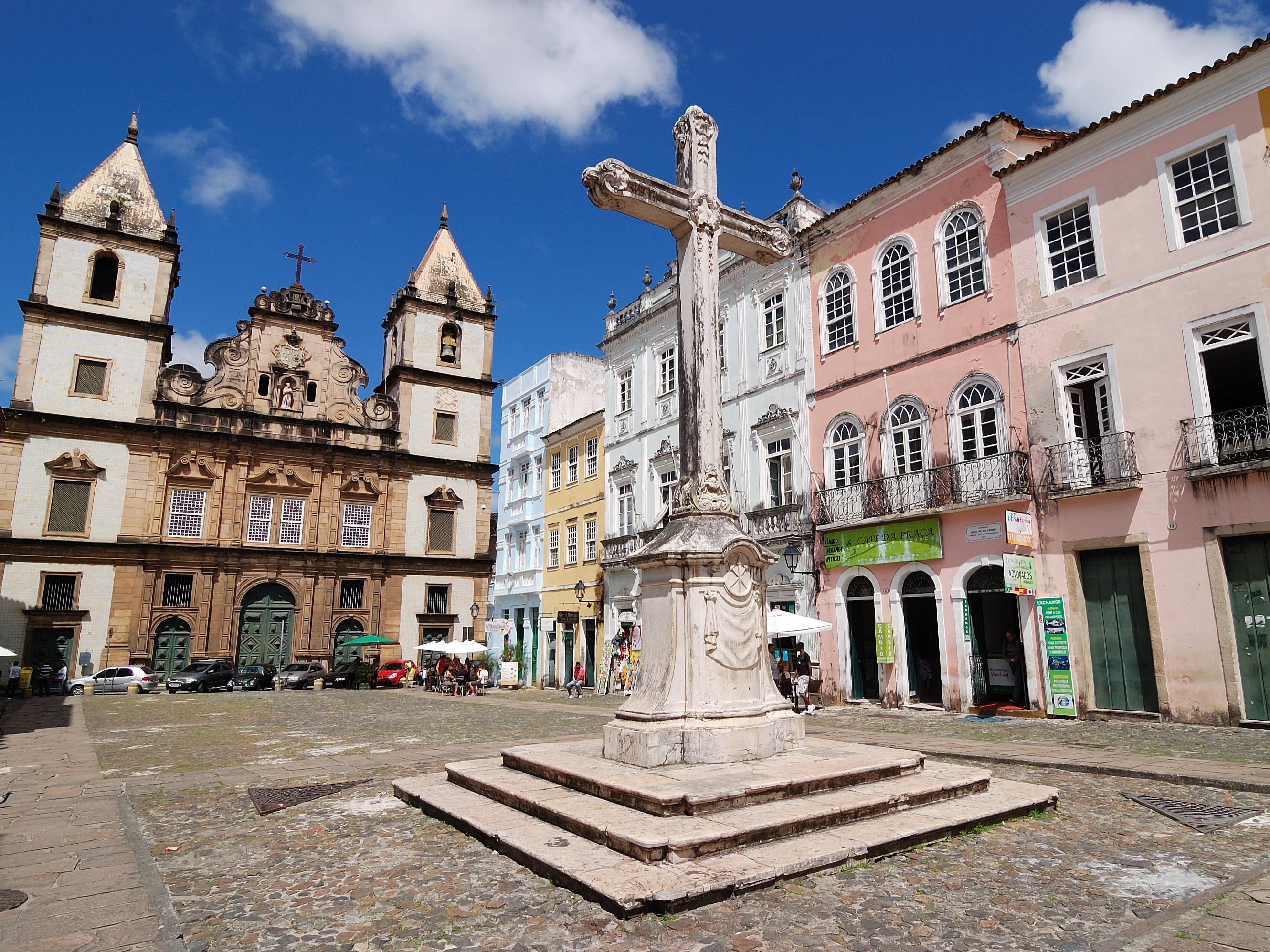
Die Kirche São Francisco mit Kreuz

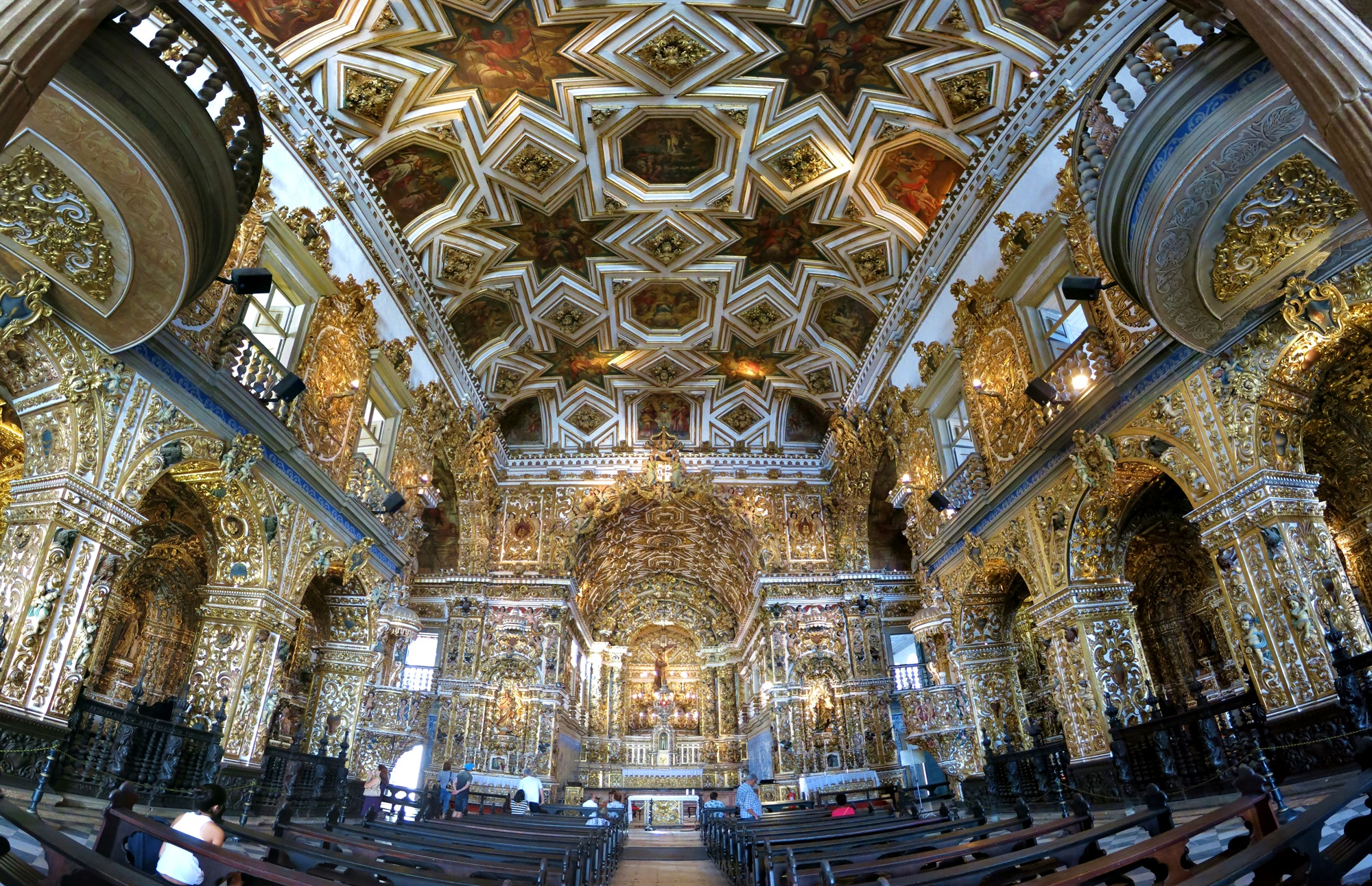
Innenraum der Kirche São Francisco

Kirche und Konvent São Francisco (portugiesisch Igreja e Convento de São Francisco) sind eine Franziskanerkirche mit Kloster in Salvador da Bahia in Brasilien.
Im Herzen der Stadt gelegen, wurden sie im 17. und 18. Jahrhundert errichtet und gelten als einzigartiges und besonders prächtiges Beispiel des brasilianischen Barocks, insbesondere die Kirche mit ihrer reichen Innenausstattung. Das Ensemble wurde 1985 dem IPHAN unterstellt und gehört heute zusammen mit dem historischen Zentrum von Salvador zum Weltkulturerbe der UNESCO; São Francisco de Salvador wurde auch 2009 zu einem der „Sieben Weltwunder portugiesischem Ursprungs“ (Sete Maravilhas de Origem Portuguesa no Mundo) gewählt.
Ganz in der Nähe liegt außerdem die Igreja da Ordem Terceira de São Francisco.
Am 5. Februar 2025 brach ein Großteil der Kirchendecke ein, wobei eine Frau getötet und fünf Menschen verletzt wurden.

## Geschichte
Der Konvent wurde 1585 mit Autorisation des Papstes Sixtus V. von dem Franziskaner Melchior de Santa Catarina gegründet, dem Kustos von Olinda in Pernambuco. Am Ort gab es bereits eine kleine Kapelle und einige provisorische Behausungen. Nach Aufforderung des Bischofs Dom Antônio Barreiros sandte Melchior im gleichen Jahr zwei Mönche nach Bahia, die Brüder Antônio da Ilha und Francisco de São Boaventura, welche die Einrichtung des Konvents und den Beginn der Bauarbeiten vorantreiben sollten; diese begannen jedoch erst 1587.
1675 entschied man sich für einen Neubau unter der Leitung des Provinzials Vicente das Chagas. Dieser beauftragte Bruder Daniel de São Francisco, Spenden für die Arbeiten zu sammeln. Da die Gemeinde inzwischen gewachsen war, wurden die neuen Gebäude in einem größeren Maßstab entworfen.
Die Arbeiten begannen offiziell am 20. Dezember 1686 mit der Grundsteinlegung. Als erstes wurde der Kreuzgang gebaut, nach Plänen von Francisco Pinheiro. 1701 erfolgte die Autorisation, dass der Dritte Orden der Franziskaner seine eigene Kirche erbauen dürfe, samt Friedhof und anderen Gebäuden. Ab 1705 begann die Dekoration des Kreuzgangs und der Altar der Krankenstation wurde errichtet, ab 1710 Mauern und Pfeiler. Die Dekoration mit blau-weißen Azulejos wurde von 1749 bis 1752 realisiert.

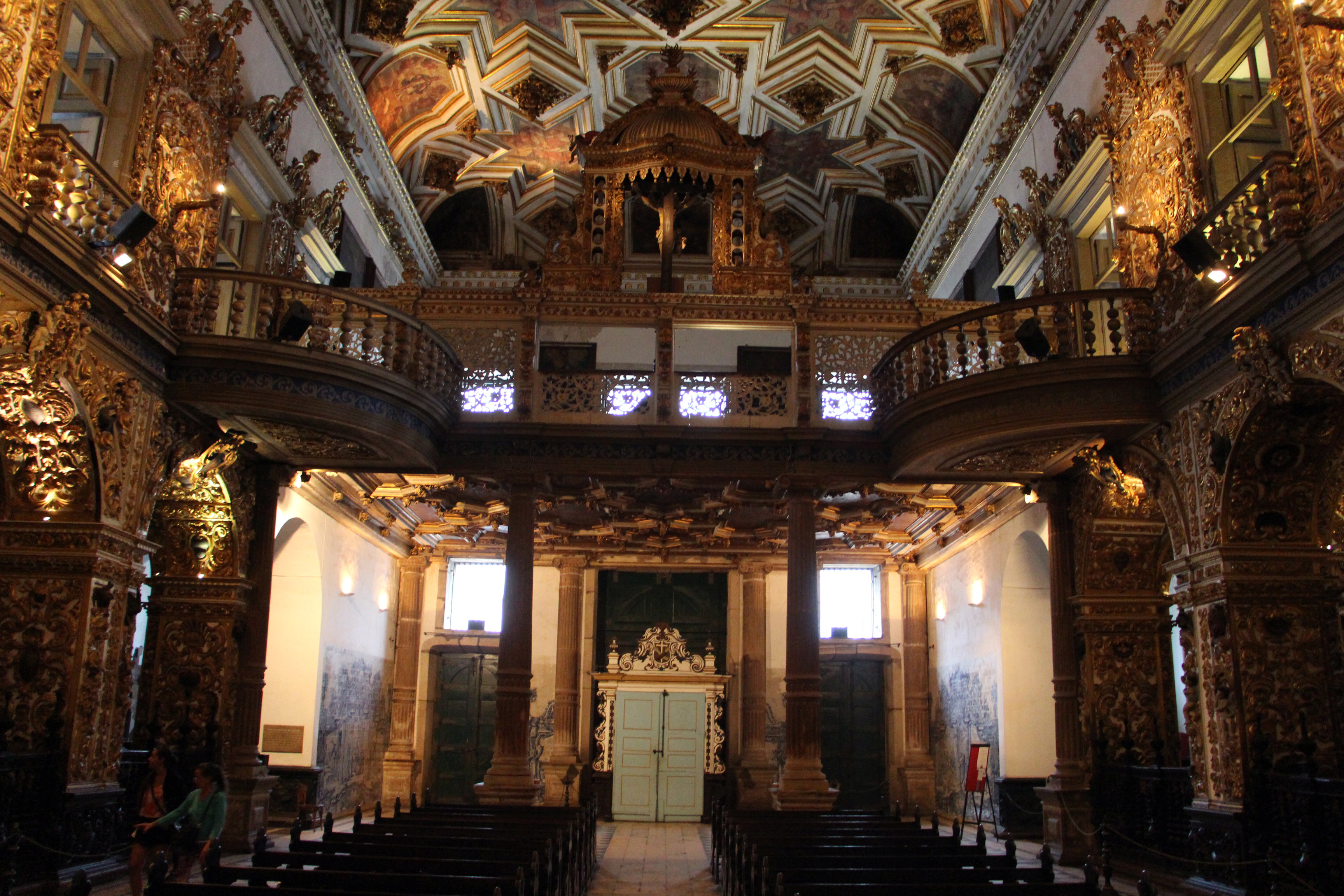
Blick zur Empore

Inzwischen wurden auch andere Teile des Ensembles erbaut. 1708 begann man mit dem Chorraum der Kirche. Da das Terrain stark abschüssig war, musste man es zuerst begradigen und ein solides Fundament legen. Die Arbeiten wurden von Manoel Quaresma geleitet und ab 1710 von Bruder Hilário da Visitação. Man weiß nicht mit Gewissheit, wer der Architekt war, möglicherweise ebenfalls Francisco Pinheiro. Das Projekt musste zwischenzeitlich geändert werden, mit Verzicht auf die geplante Kuppel, da der Verwalter des Klosters, Francisco Oliveira Porto, begonnen hatte, einige Häuser an der dafür vorgesehenen Stelle zu bauen.
Der Chorraum, Gewölbe, Wände und die Kanzeln waren 1713 fertig, so dass dieser Teil bereits am 3. Oktober desselben Jahres geweiht werden und für die Messfeier genutzt werden konnte. Der restliche Teil der Kirche samt Fassade aus Sandstein wurde bis 1720 fertiggestellt, wie an einer Plakette an der Fassade abzulesen ist. Im gleichen Jahr wurde das Chorgestühl installiert, das noch aus der Vorgängerkirche stammte, und in der Folge begannen die Arbeiten an der Innendekoration.
1729 wurden die Pfeiler des Kreuzgangs unter Bruder Álvaro da Conceição fertiggestellt, und 1733 begann die Ausmalung der Kirchendecke durch Bruder Jerônimo da Graça. 1737 wurden die Azulejos der Chorkapelle angebracht, im darauffolgenden Jahr die Verzierungen der Pfeiler im Kreuzgang und die Vergoldungen von Haupt- und Seitenaltären, außerdem wurde der Altar des São Luís in der Vierung errichtet. 1741 folgte der Altar der Nossa Senhora da Glória, und Bruder Manoel do Nascimento begann mit dem Fußboden. Zwischen 1749 und 1752 wurden die Arbeiten am Kreuzgang und an der Bibliothek abgeschlossen. Der Eingangsbereich mit seinen Altären kam 1752 zum Abschluss und wurde 1782 mit Azulejos verkleidet. Die Türme samt Glocken und Uhr wurden 1796–1797 fertiggestellt.

## Beschreibung

### Kirche

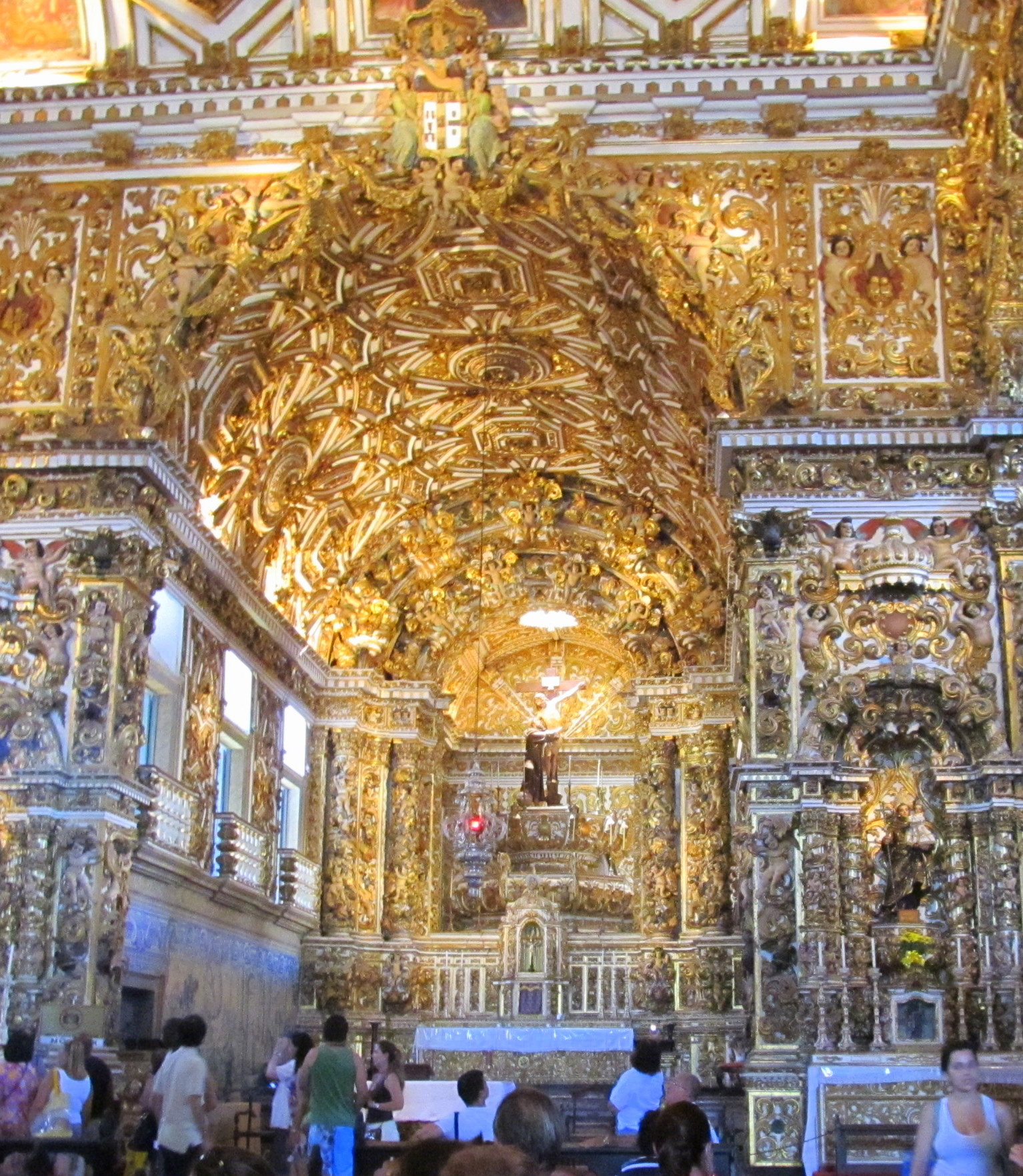
Die Chorkapelle der Kirche São Francisco in Salvador

Sie liegt an einem Platz, dem Largo do Cruzeiro, der in den Terreiro de Jesus übergeht, und zeigt Einflüsse der Jesuiten-Architektur, streng nach außen, aber im Inneren reich dekoriert. Die sichtbaren Teile des Gebäudes sind aus Kalkstein, die übrigen Teile aus Sandstein. Die Einfachheit der viereckigen Glockentürme, bekrönt mit kachelbesetzten Pyramiden, kontrastiert mit dem zentralen Baukörper, mit den drei Rundbögen seiner Portale und einem mit großen Voluten verzierten Giebel. Leslie Bethell identifizierte einen Einfluss von Sebastiano Serlio an der Fassade.
Der Grundriss ist für eine Franziskanerkirche im Nordosten Brasiliens ungewöhnlich, da diese normalerweise nur einschiffig sind; São Francisco in Salvador ist dagegen dreischiffig, auch wenn die Seitenschiffe sehr niedrig, schmal und durch eine Empore bedeckt sind und eher als eine Art Deambulatorium zwischen den Seitenkapellen dienen. Neben der Chorkapelle, die dem heiligen Franz von Assisi geweiht ist, besitzt die Kirche acht Seitenkapellen, von denen sich zwei in den Armen des Transeptes befinden. Die linke ist der Nossa Senhora da Glória geweiht, die rechte dem heiligen Ludwig von Toulouse.

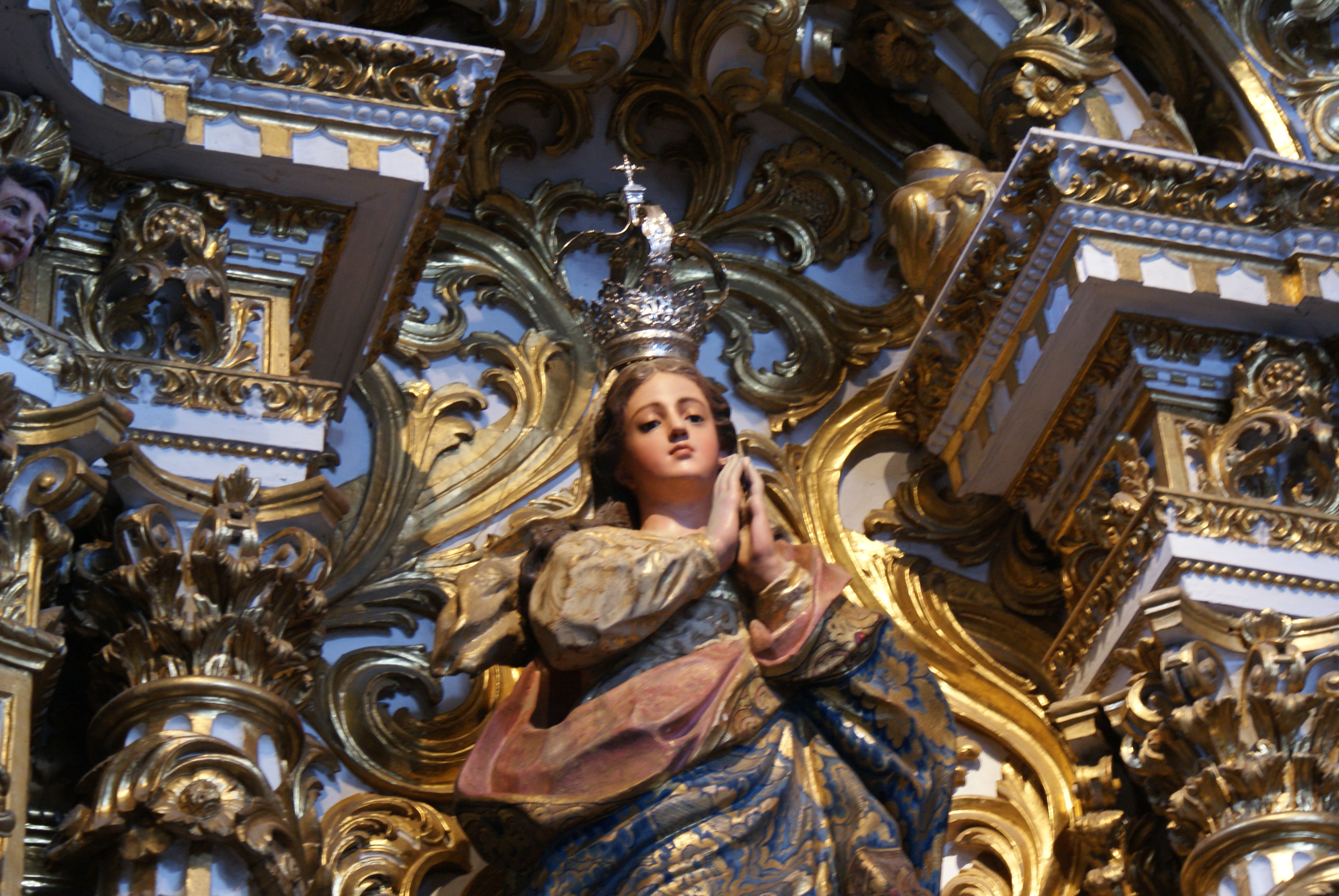
Madonna in São Francisco, Salvador

Die Kirche erhält ihren besonderen Wert durch die überbordende und kostbare Innendekoration. Alle Oberflächen des Innenraums – Wände, Säulen, Dach, Kapellen – sind mit vergoldeten Schnitzereien auf weißem Grund im typisch portugiesischen Stil (sogenannter Talha dourada), mit floralen Motiven, Ranken, Muscheln, Friesen, Bögen, Voluten und zahllosen Engel- und Vogelfiguren verziert; die letzteren setzen sich von der weiß-goldenen Ornamentik durch eine farbige Fassung ab.
Man schätzt, dass insgesamt etwa eine Tonne Goldes für die Vergoldungen verwendet wurde. Der (oder die) Autor(en) der talha dourada ist nicht bekannt. Auf beiden Seiten befinden sich Kanzeln, die ebenfalls reich dekoriert sind.

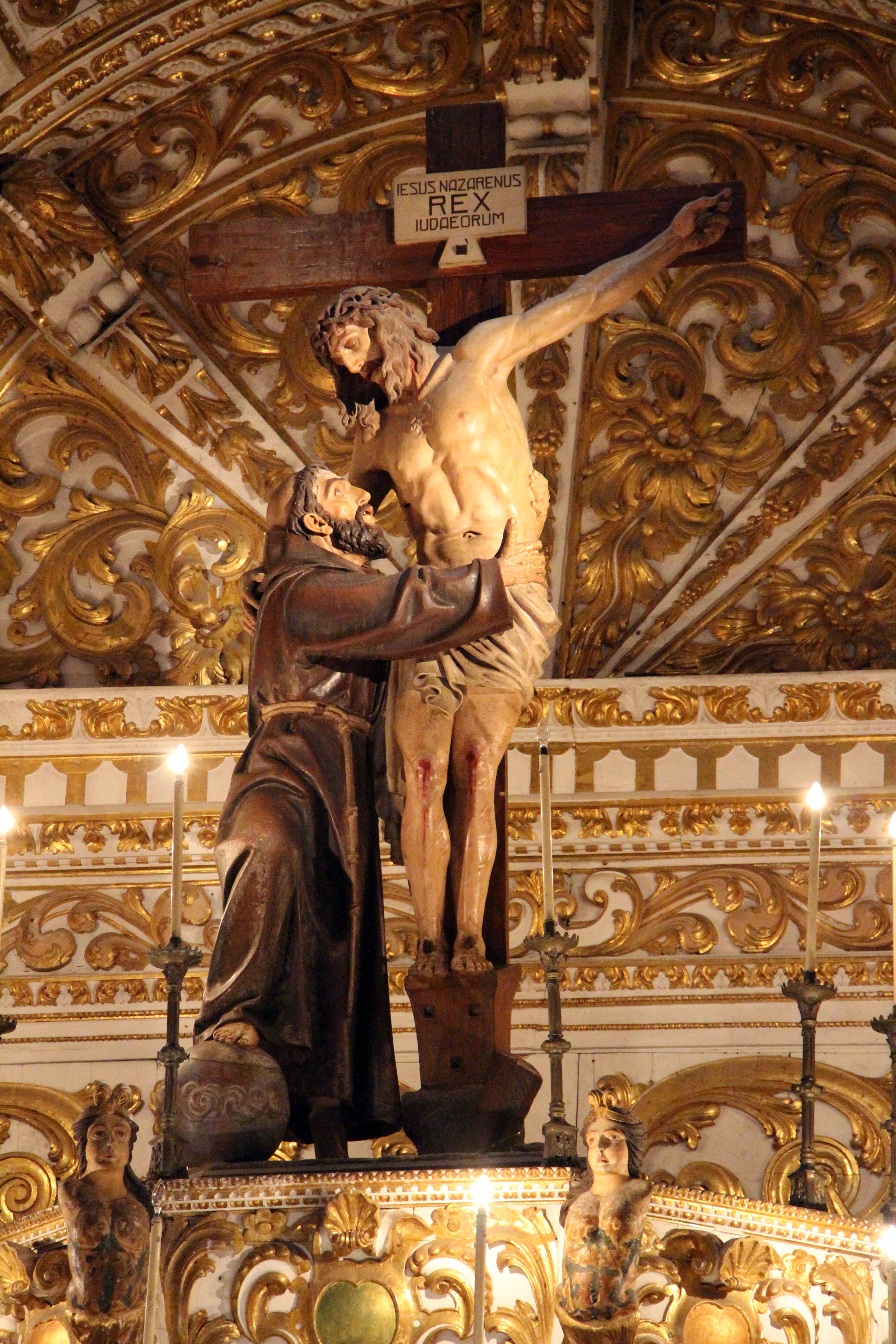
Skulpturengruppe des gekreuzigten Jesus Christus mit dem heiligen Franziskus am Hauptaltar

Im Chorraum befindet sich auf dem Hauptaltar eine überlebensgroße Skulpturengruppe, die die Erscheinung Christi vor dem heiligen Franziskus darstellt. Diese Skulptur wurde erst 1930 von dem bahianischen Künstler Pedro Ferreira geschaffen, jedoch in Stil und Technik des Barock und unter künstlerischer Beratung von Francisco da Silva Pedreira; als Vorlage und Inspiration diente ein Gemälde des spanischen Barockmalers Bartolomé Esteban Murillo. Bevor sie aufgestellt wurde, wurde die Skulptur in einer Galerie in Salvador ausgestellt, unter großem Publikumsinteresse und allgemeinem Lob, einschließlich demjenigen von Meistern der Kunsthochschule (Escola de Belas Artes). Davor hängt ein etwa 80 Kilo schwerer silberner Leuchter von beinahe zwei Metern Höhe, der auf 1758 bis 1761 datiert ist – ein Geschenk des Kapitäns Antônio André Torres. In der Chorkapelle befinden sich außerdem Gemälde mit Szenen aus dem Leben des heiligen Franziskus von dem portugiesischen Künstler Bartolomeu Antunes aus Lissabon von 1737, wahrscheinlich ein Auftrag von Bruder Manuel das Mercês. Die Seitenkapellen besitzen kein festgelegtes Patrozinium, von Anfang an wurden dort verschiedene Heilige verehrt, die Statuen werden nach einer Art Rollsystem periodisch ausgewechselt.

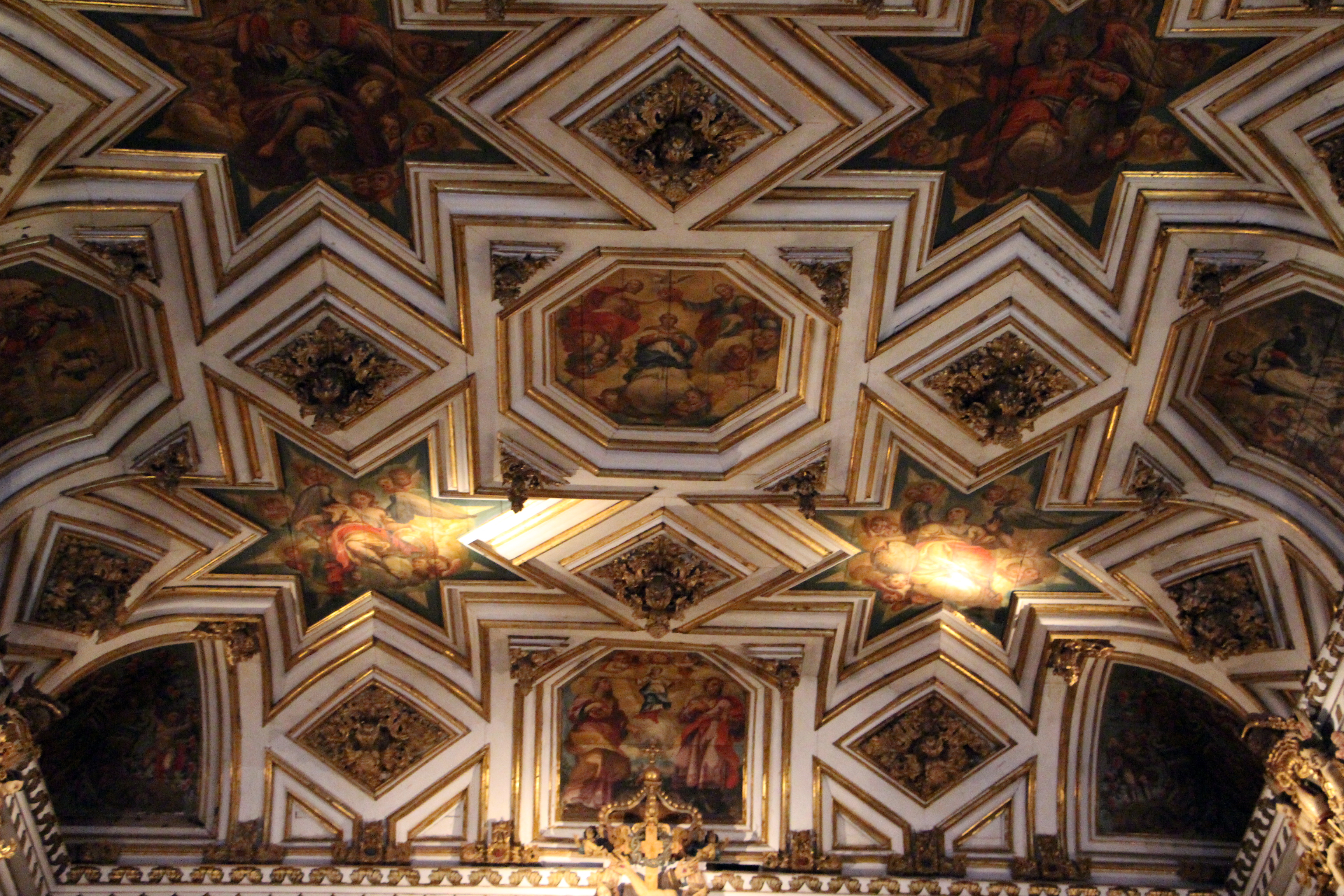
Detail der Decke mit Marienszenen

Die Decke des Kirchenschiffs ist mit Kassetten geschmückt, die teilweise die Form großer achtstrahliger Sterne haben, und mit gemalten Szenen aus dem Marienleben geschmückt sind, die laut Augusto Telles zwischen 1733 und 1737 von Bruder Jerônimo da Graça geschaffen wurden. Die Schnitzereien des Chorgestühls und des Messaltars sowie die Gitter aus naturfarbenem Holz zwischen den Seitenkapellen stammen aus dem 17. Jahrhundert und sind das Werk von Bruder Luis de Jesus, auch bekannt als „Bruder Torneiro“ (= Turnier); es handelt sich um die ältesten Elemente der Dekoration, die noch aus der Vorgängerkirche stammen. Auf der Chorwölbung ist außerdem ein reiches Oratorium mit einem Kruzifix und zehn kleinen Nischen für die Reliquien verschiedener Heiliger, darunter ein Schädel eines unbekannten Märtyrers, dem man den Namen São Fidélis Martyr gab – eine Schenkung von Papst Innozenz XII.
Zu den Juwelen der Kirche gehören auch Statuen des heiligen Petrus von Alcantara von dem bahianischen Schnitzer Manuel Inácio da Costa und eine des heiligen Antonius, die möglicherweise ein Auftragswerk von Garcia d’Ávila ist; eine Reihe von Azulejos mit Szenen aus dem Leben des Kirchenpatrons Franziskus wurde 1737 von Bartolomeu Antunes de Jesus, einem Künstler aus Lissabon, geschaffen. Die Weihwasserbecken am Eingang wurden der Überlieferung zufolge von Dom João VI. gespendet. Die Dekoration des Bodenbelags folgt dem Muster der Schnitzereien der Decke.
Auch die Sakristei ist reich dekoriert. Der Korridor, der sie mit der Kirche verbindet, ist mit Malereien und Azulejos mit biblischen Szenen geschmückt. Von hier führt eine Treppe auf die Tribünen und in den Chorraum der Kirche sowie in die obere Etage des Konventsgebäudes. Die Passage ist mit Azulejos verziert, die verschiedene Szenen zeigen: Allegorien der Sinne und der Monate, Landschaften, Schlachten und Hirtenszenen.
Die eigentliche Sakristei besitzt große Holzschränke, geschnitzt von Bruder Torneiro, mit Gemälden auf kleinen Kupfertafeln, die wiederum Szenen aus dem Leben des heiligen Franziskus zeigen. Zwischen diesen Möbeln und der Decke befindet sich eine Serie von Gemälden mit der gleichen Thematik von Bartolomeu Antunes; ähnliches gilt für die Kassettendecke. In der Mitte der Sakristeischränke erhebt sich ein vergoldeter Altar mit einem Kruzifix aus Elfenbein. Auch an den Seitenwänden stehen geschnitzte Schränke im gleichen Stil, deren Autorschaft jedoch umstritten ist. An der anderen Wand ist ein steinernes Waschbecken mit einer Statue des heiligen Antonius.

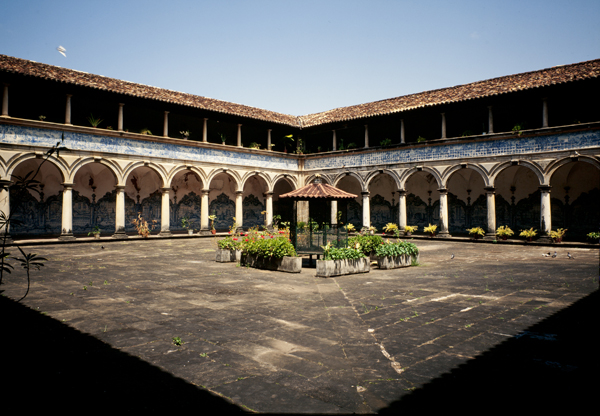
Ansicht des Kreuzgangs

### Das Konvent
Der Konvent besteht nach wie vor. Er ist ausgestattet mit Dutzenden von Zellen und wurde um einen Kreuzgang gebaut, der ein Kellergeschoss und zwei Stockwerke über der Ebene der Straße besitzt. Dieser Kreuzgang ist von portugiesischen Klöstern des 16. Jahrhunderts inspiriert, mit Arkaden und einem gewölbten Gang im Erdgeschoss, und darüber ein offener galerieartiger Gang mit zierlichen Säulchen, freiliegenden Balken und einem ziegelgedeckten Dach. Die Wände sind mit reichen Paneelen von blauweißen Azulejos dekoriert, die zum Teil in der Mitte des 18. Jahrhunderts von Bartolomeu de Jesus geschaffen wurden. Sie bilden Szenen sowie moralische Inschriften ab, die aus dem Buch Teatro Moral da Vida Humana e de toda a Filosofia dos Antigos e Modernos stammen und auf Kupferstichen von Otto van Veen basieren, einem Lehrmeister von Rubens.
Der Eingangsaal, der Zugang zum Kloster gibt, verfügt über ein Deckengemälde, das José Joaquim da Rocha zugeschrieben wird. Es zeigt eine Aula magna einer Universität, wo über das Privileg der Unbefleckten Empfängnis der Maria debattiert wird, eine Szene, die von verschiedenen Heiligen, Prälaten und allegorischen Figuren der vier Kontinente bevölkert wird. Daneben gibt es einen geschnitzten Altar und an den Wänden Azulejos mit Szenen aus dem Klosterleben und mit Bildnissen von franziskanischen Heiligen.
Andere bemerkenswerte Räume sind: die Bibliothek mit einem Altar des heiligen Bonaventura, Deckenmalereien mit den Kirchenlehrern und mit Schnitzereien verzierten Bücherregalen; das Refektorium, mit wertvollen Azulejo-Paneelen von ca. 1650, die noch aus der ersten Kirche stammen; und der Kapitelsaal. Die Kassettendecke des letzteren ist dekoriert mit einer Serie von Gemälden, die verschiedene Märtyrerjungfrauen darstellen, außerdem einem Altar der Nossa Senhora da Saúde, bemalten Azulejos und acht Wandpaneelen mit einem Marienzyklus, inspiriert von der Lauretanischen Litanei. Als ikonographische Quelle diente die Elogia Mariana, 1732 veröffentlicht in Augsburg, mit Illustrationen von August Casimir Redel und Thomas Scheffler. Der Klostergarten dient auch als kleiner Friedhof, wo einige bedeutende Persönlichkeiten des Franziskanerordens begraben liegen, darunter die Brüder Vicente do Salvador und Antônio de Santa Maria.

### Das Kloster heute
Im Gegensatz zum Prunk der Gebäude führen die Mönche, die heute hier leben, ein karges und strenges Leben. Sie folgen dem Armutsgelübde und weihen sich dem Gebet und frommen Werken. Laut Hugo Fragoso war das persönliche Leben der Mönche immer arm. „Bei jeder katholischen Reform gibt es Versuche, den Lebensstil auf den von Franziskus zurückzuführen, und manche prächtige Häuser werden durch Einsiedelein ersetzt. Diese Spannung zieht sich durch die Jahrhunderte…. Im Gegensatz zu den Franziskanern im goldenen Zeitalter kämpfen die heutigen für die Erhaltung des Wesentlichen“. Das Mobiliar der Mönchszellen besteht aus einem Bett, einem Schrank und einem Schreibtisch.
Nach einer von 10-jährigen Forschungsarbeit wurde 2009 eine erste historische, soziale und ästhetische Untersuchung über den Konvent und die Kirche veröffentlicht, das Buch Igreja e Convento de São Francisco da Bahia, das von der Historikerin Maria Helena Ochi Flexor zusammen mit Bruder Hugo Fragoso erstellt wurde und auch Texte anderer Spezialisten enthält.
Seit dem 18. Jahrhundert findet immer dienstags auf dem Platz vor der Kirche eine traditionelle Segnung der Antoniusbrote (pãezinhos de  Santo Antônio) statt, eines von den Franziskanern verehrten Heiligen. Dieser Brauch erreicht seine größte Popularität am Festtag des Antonius, dem 13. Juni, und am Fest des heiligen Franziskus, am 17. September, wenn mehr als 15.000 Brote verteilt werden. Diese Feste ziehen auch Gläubige aus Ogun an, in einem Synkretismus mit afrobrasilianischen Kulten.

### Bildergalerie

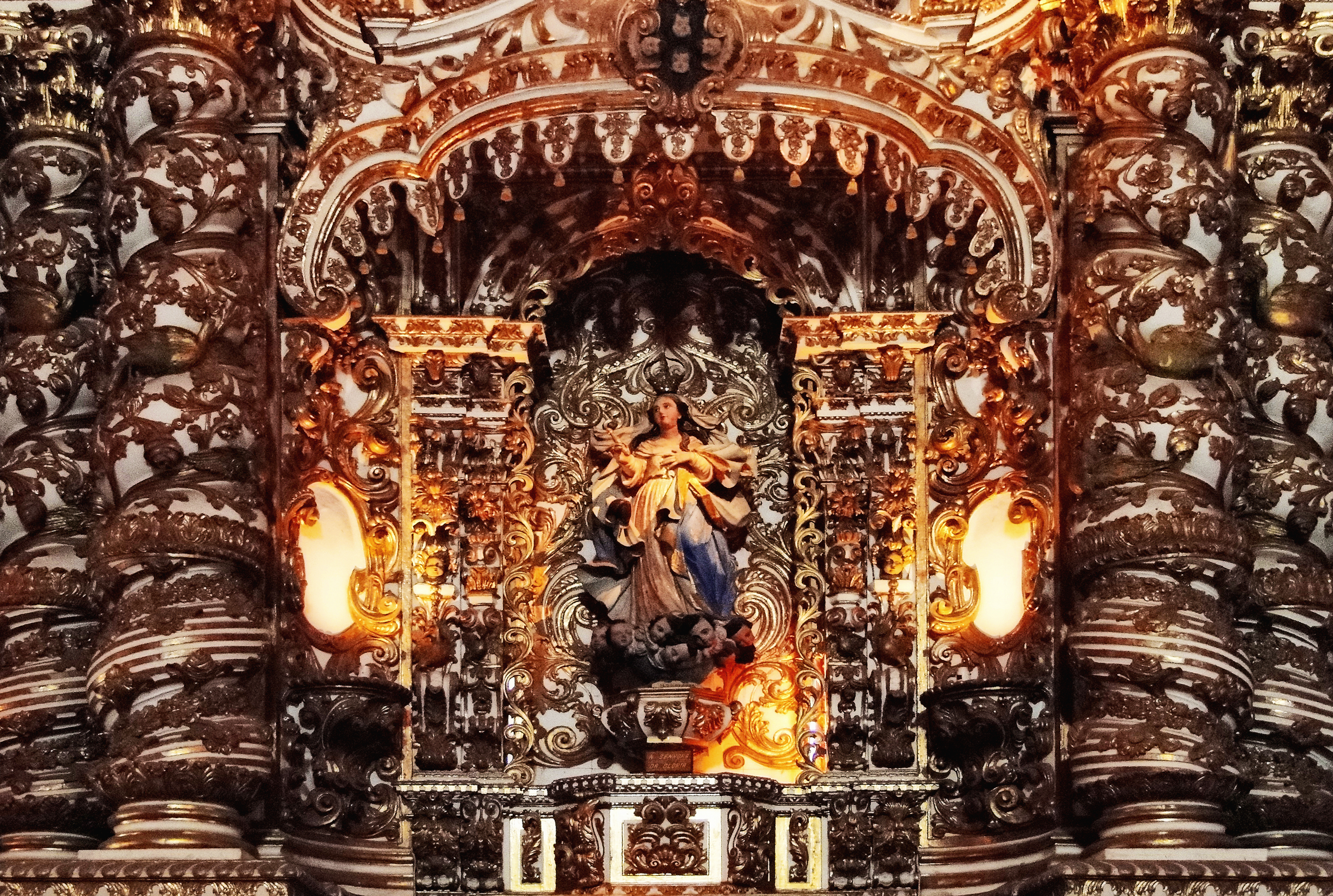
Seitenaltar in São Francisco
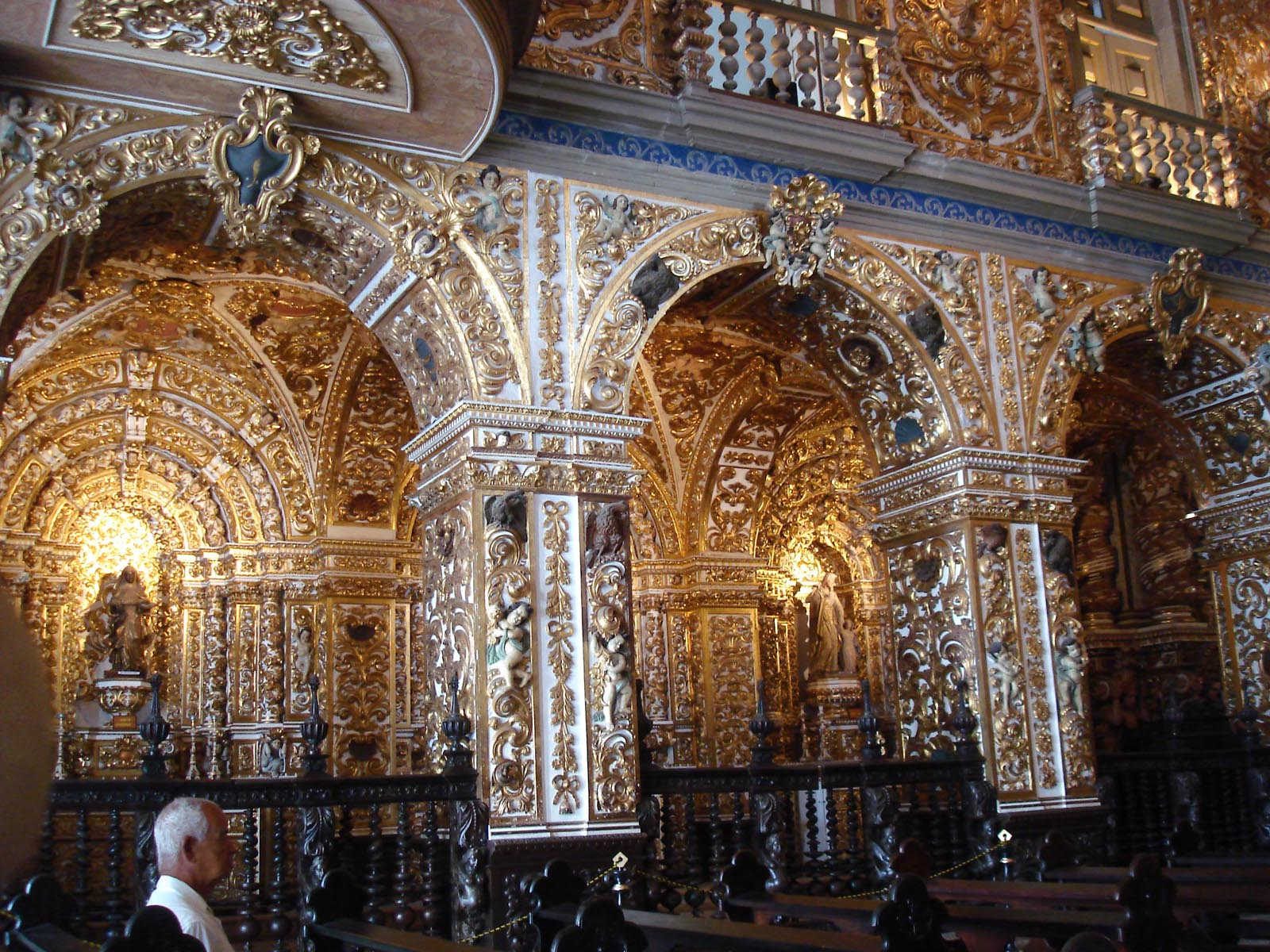
Seitenkapellen
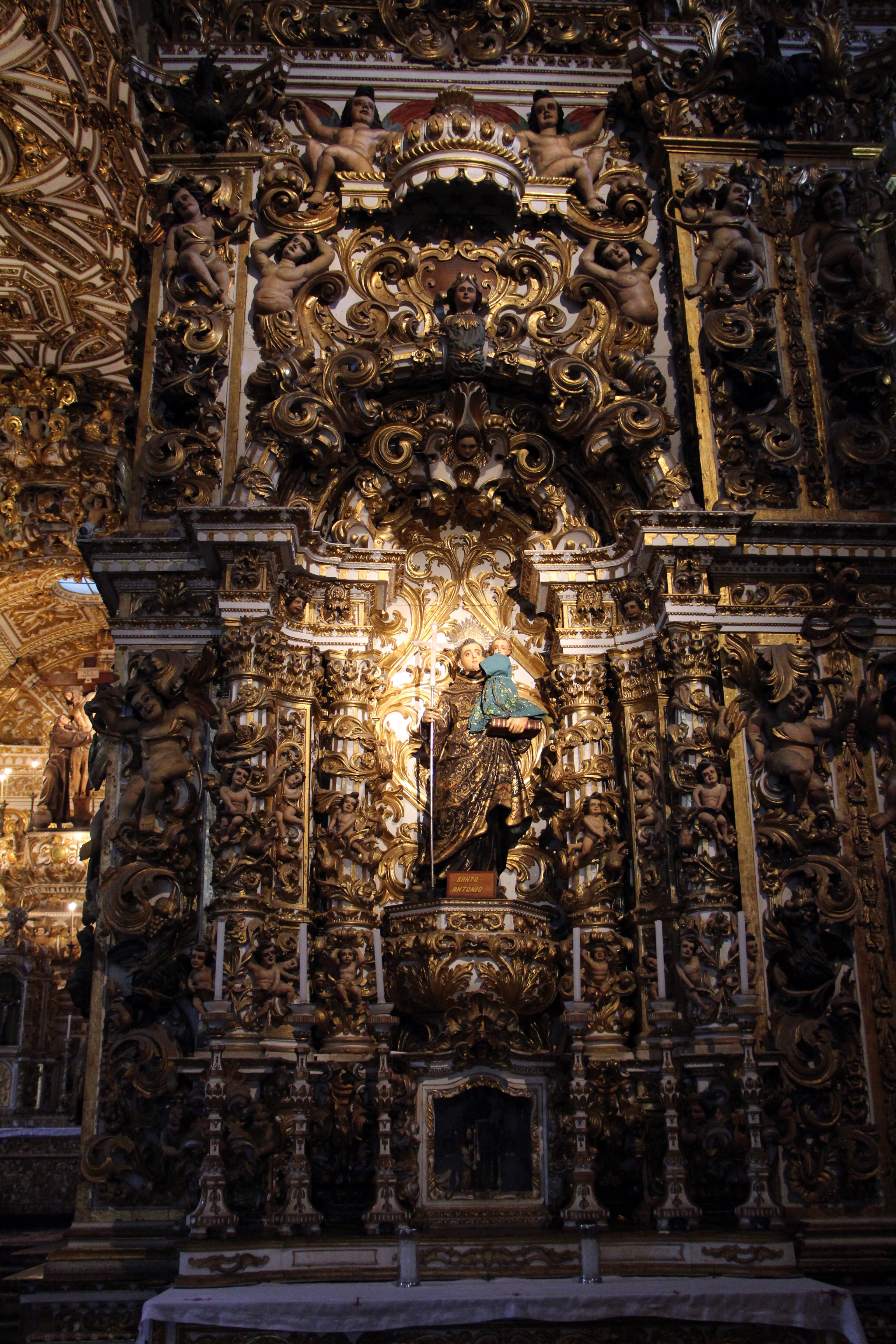
Altar des Heiligen Antonius von Manuel Inácio da Costa, ca. 1790
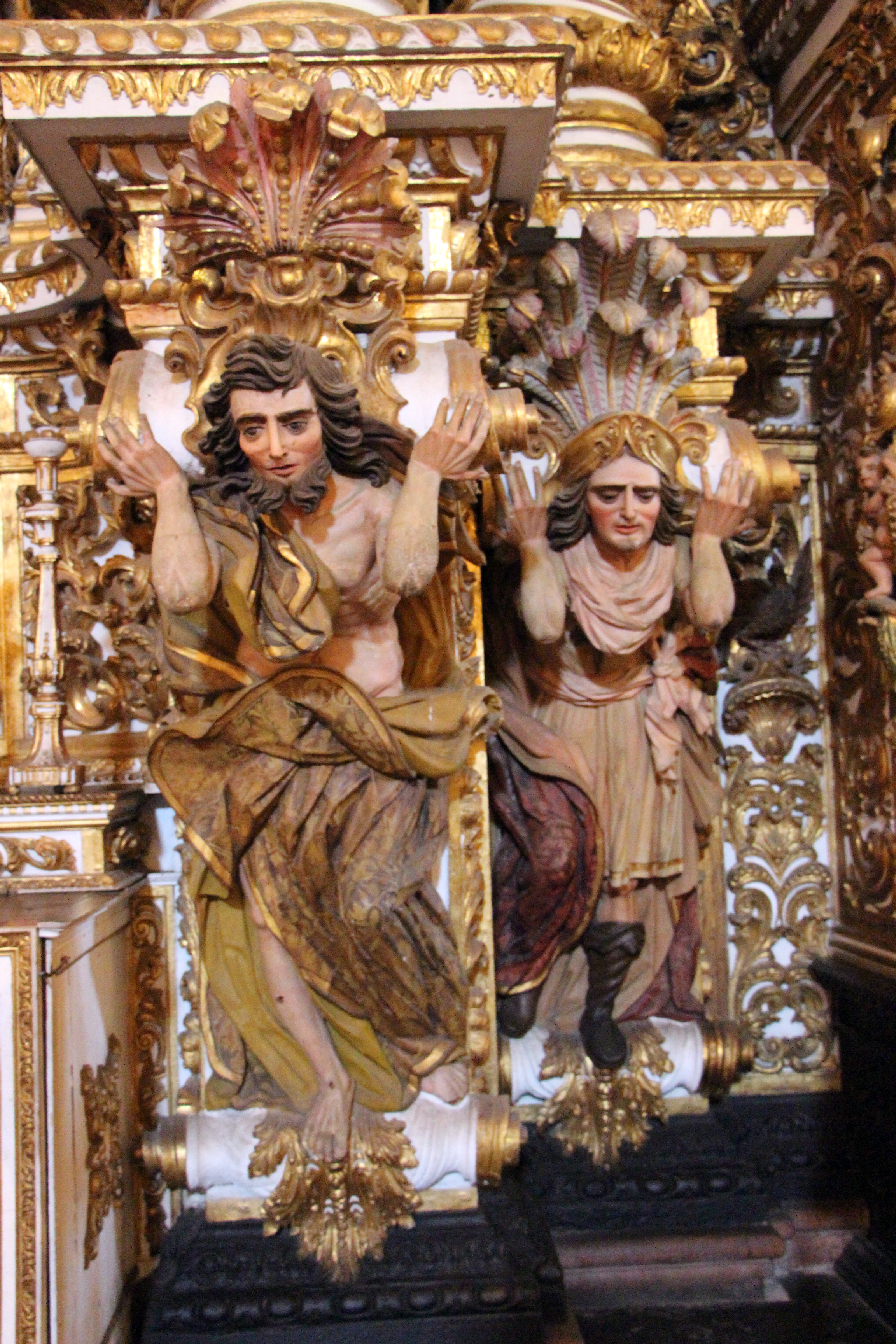
Detail der Talha dourada: zwei Atlanten
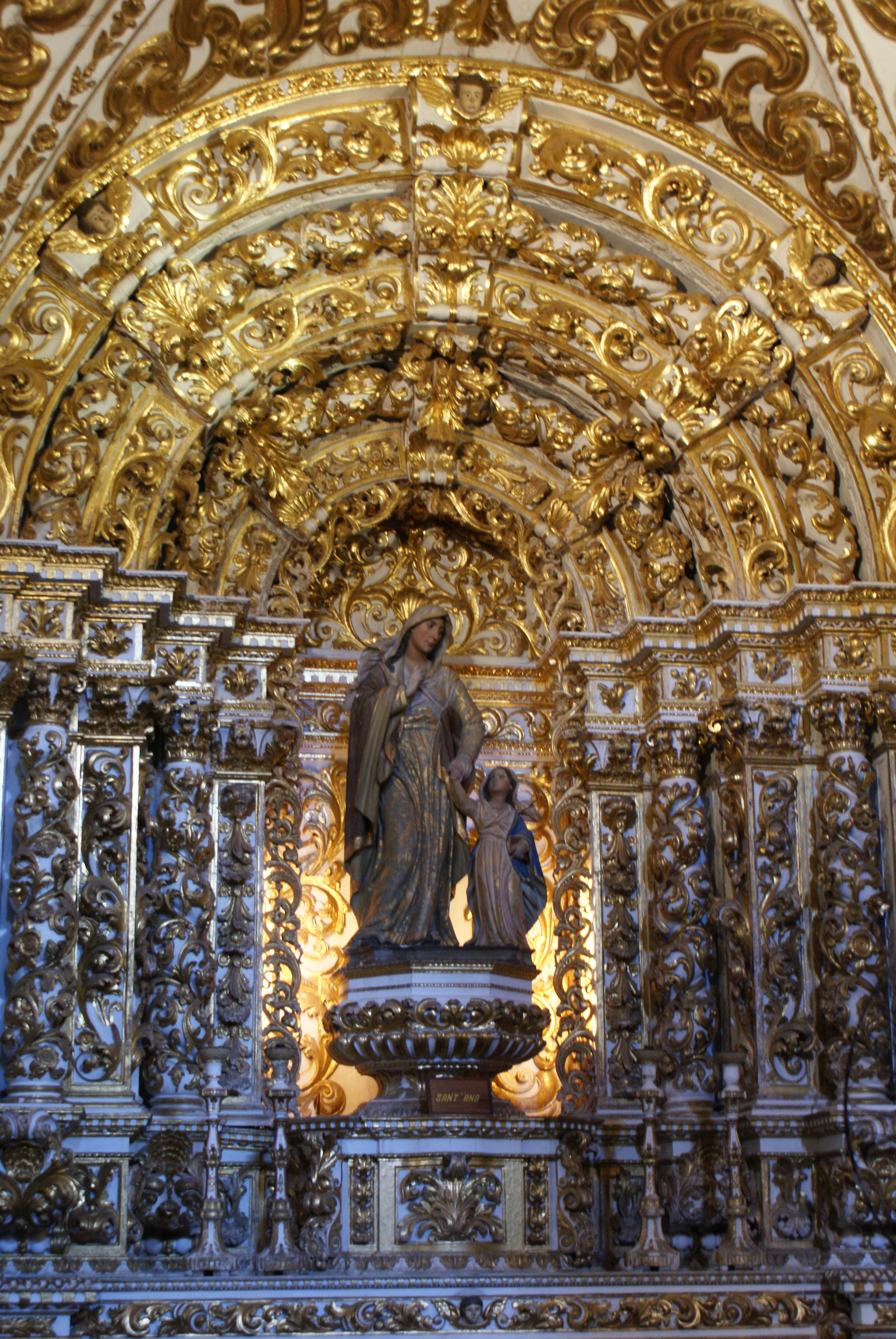
Ein Seitenaltar in São Francisco
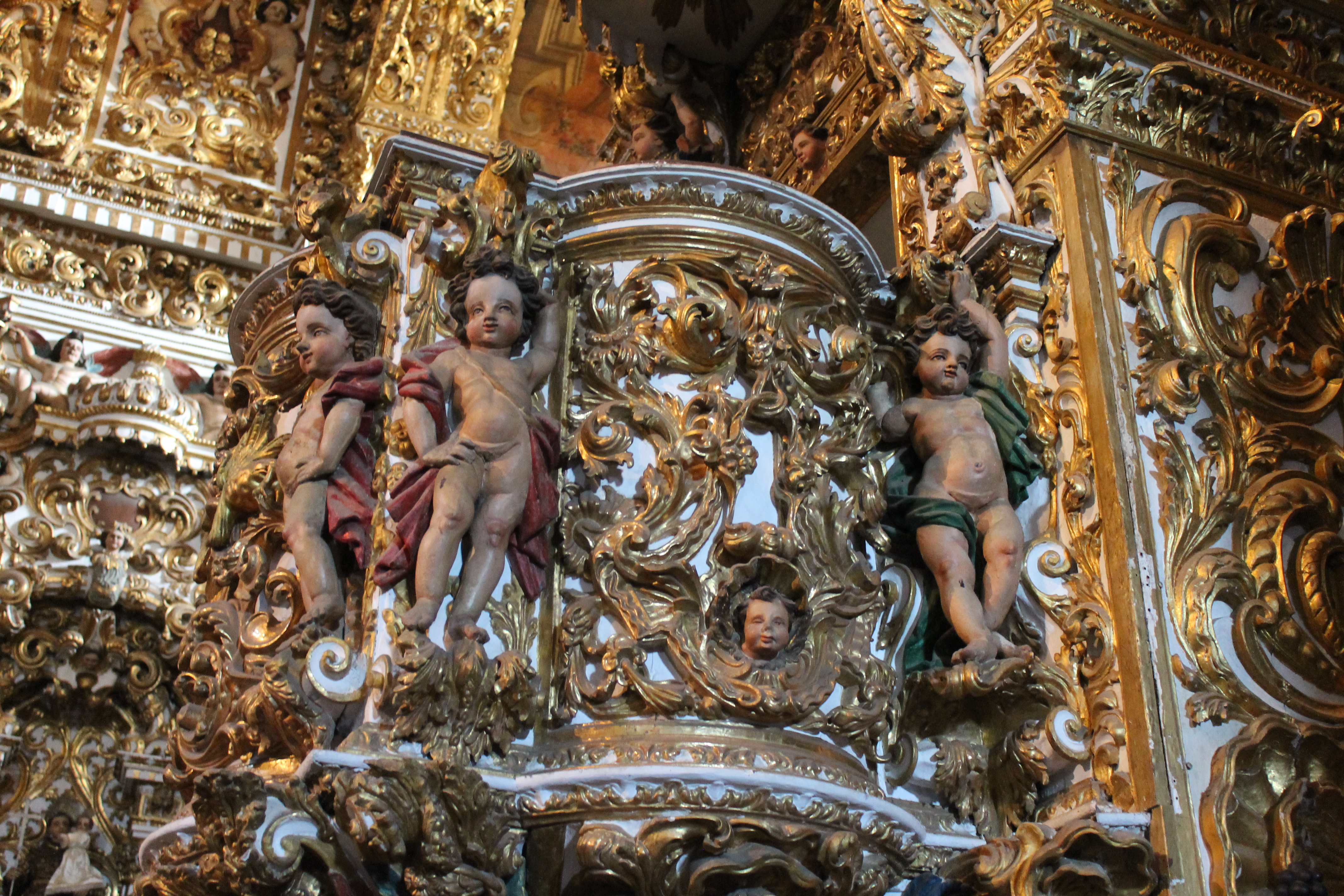
Eine der Kanzeln
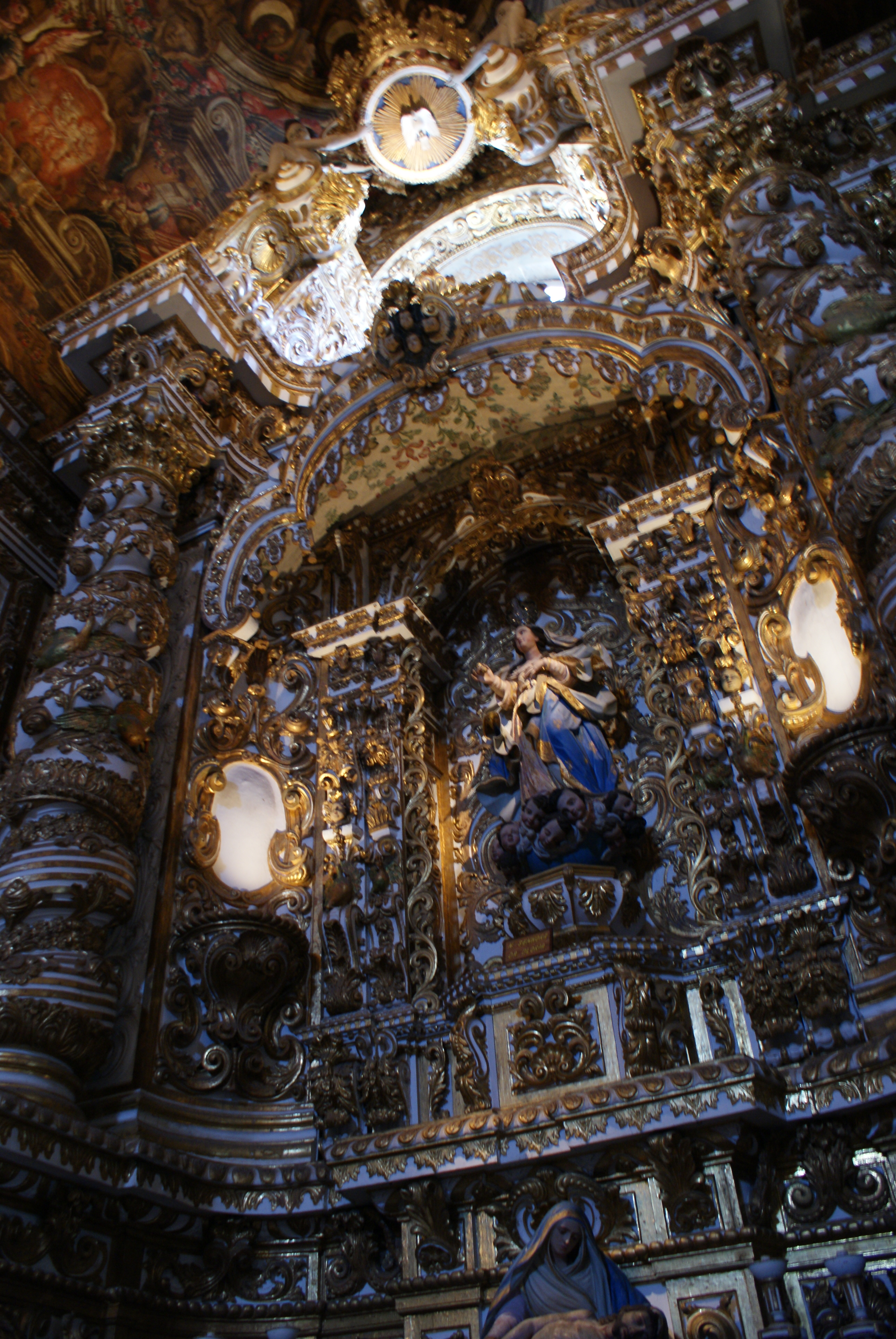
Seitenaltar in São Francisco
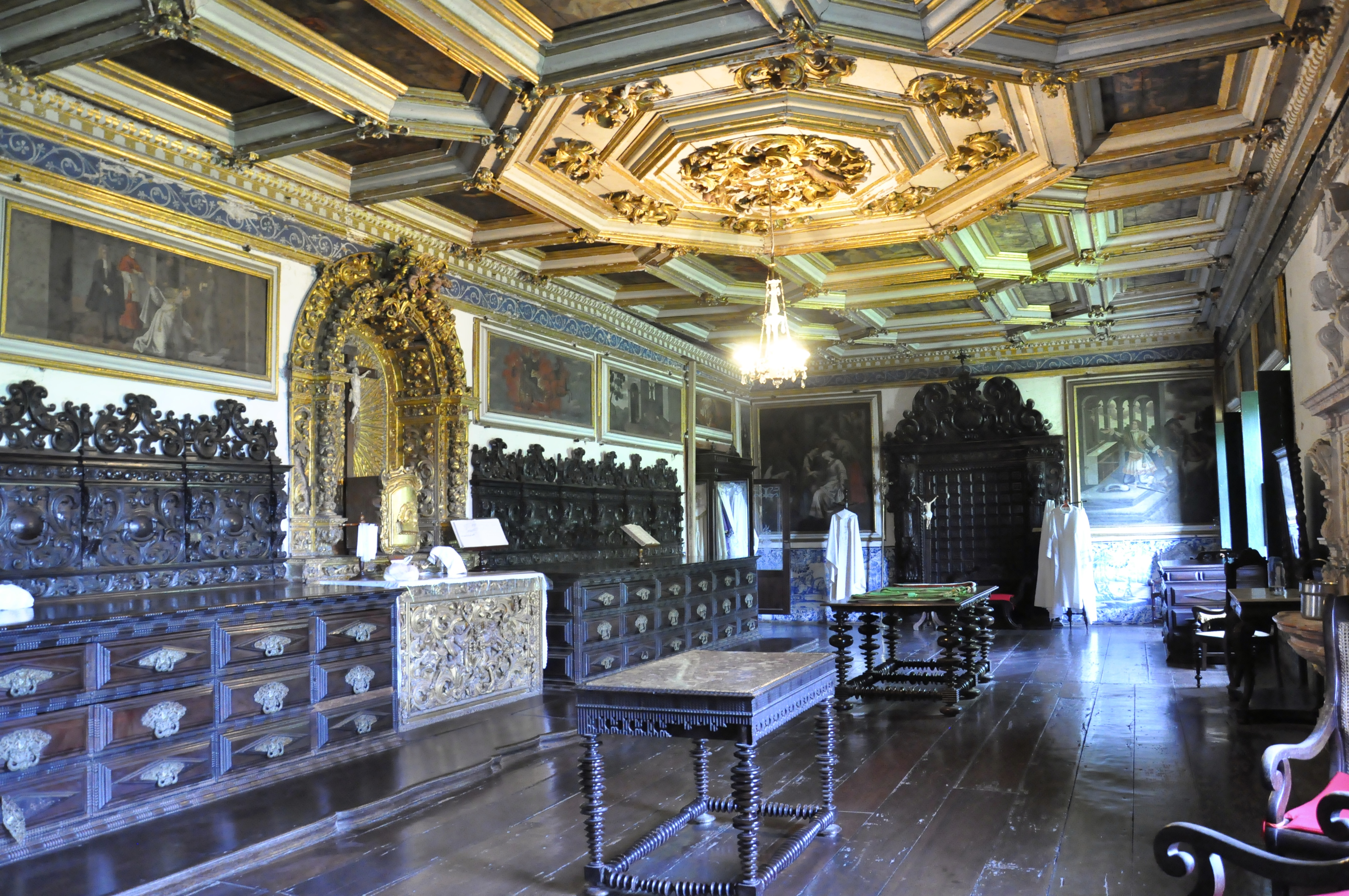
Sakristei mit Schränken aus Palisander von Bruder Luis de Jesus
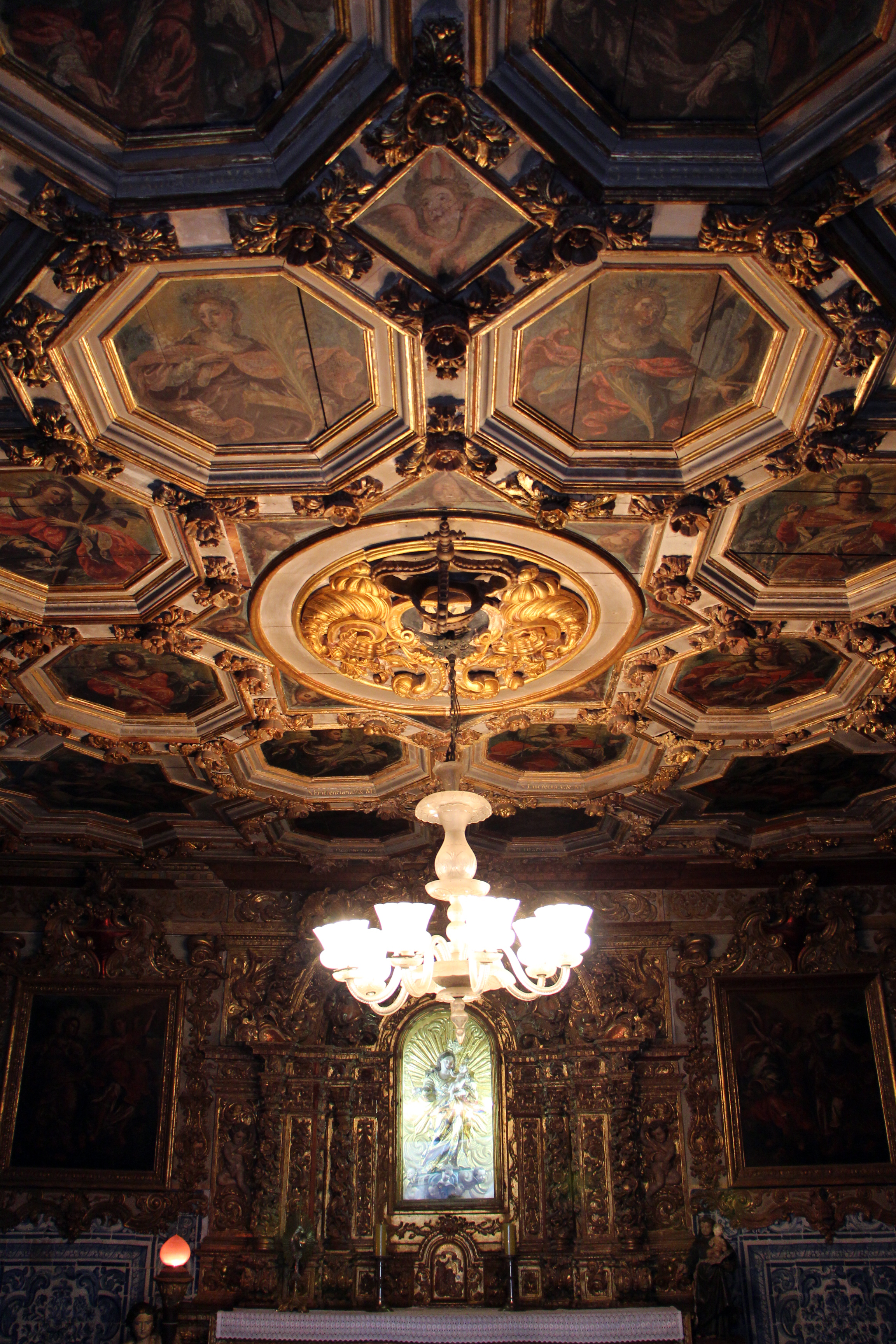
Decke des Kapitelsaals
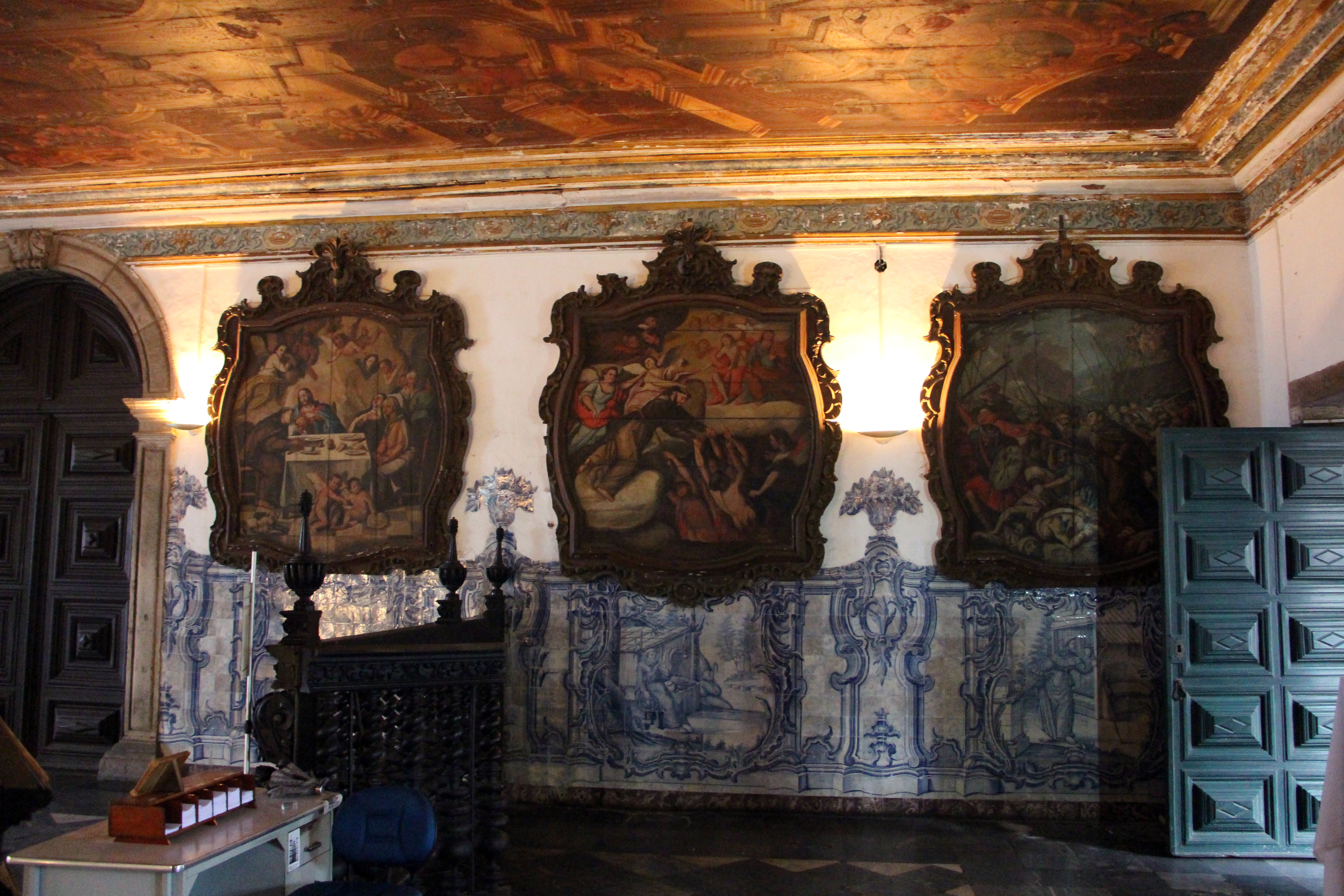
Vestibül zum Konvent mit Azulejos und Gemälden
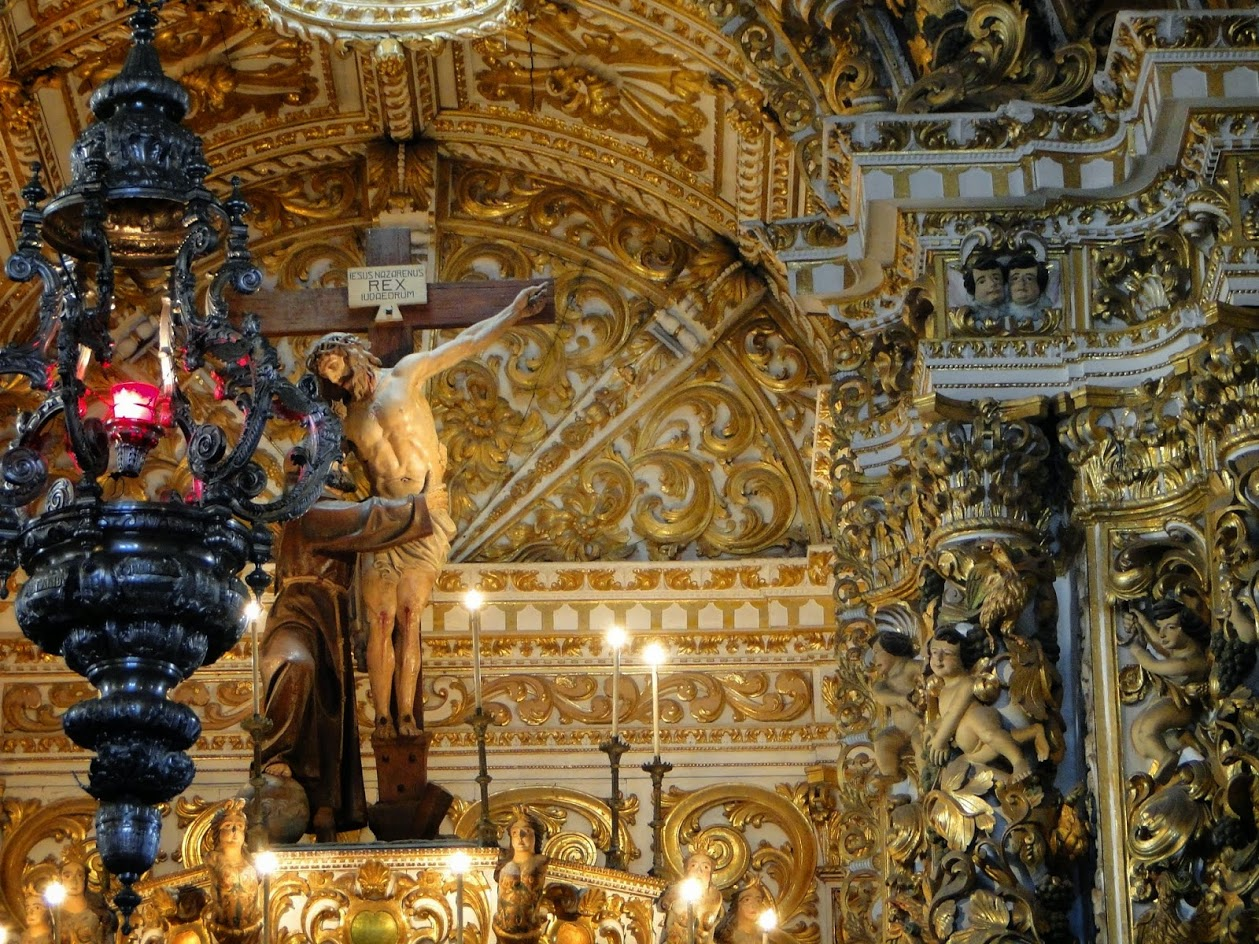
Detail der Chorkapelle in der São-Francisco-Kirche in Salvador